# Affonsea campestris
Affonsea campestris är en ärtväxtart som beskrevs av Vinha. Affonsea campestris ingår i släktet Affonsea och familjen ärtväxter. Inga underarter finns listade i Catalogue of Life.